# 450 a. C.
El año 450 a. C. fue un año del calendario romano prejuliano. En el Imperio romano se conocía como el Segundo año de los decenviros (o menos frecuentemente, año 304 Ab urbe condita). 

## Acontecimientos
- Concluye la redacción de la Ley de las Doce Tablas, el más antiguo código de derecho romano. Su objeto fue atender las reclamaciones de los plebeyos, contrario a la aplicación que de las normas hacían los patricios.[1]
- El pensador griego Empedocles (c. 493-433) afirma que hay cuatro elementos: fuego, aire, agua y tierra, de los que "brotan todas las cosas que fueron, que son y que serán, los árboles y los hombres y las mujeres, las bestias y las aves, y los peces criados en el agua".[1]
- Los sofistas griegos adquieren gran reputación por ser capaces de convencer a las personas de cualquier causa, justa o injusta, a través de técnicas de argumentación.[1]
- El escultor griego Mirón realiza su famoso Discóbolo, estatua de un joven atleta en actitud de lanzar el disco.[1]

## Nacimientos
- Alcibíades, político ateniense.

## Fallecimientos
- Cimón de Atenas muere en Chipre (fecha aproximada).